# Camp vectorial

Exemple de camp vectorial no conservatiu el rotacional no s'anul·la

En matemàtica un  camp vectorial  és una construcció del càlcul vectorial, que associa un vector a cada punt de l'espai euclidià, de la forma {\displaystyle \varphi :\mathbb {R} ^{n}\to \mathbb {R} ^{m}}.
Els camps vectorials s'utilitzen sovint en la física per a, per exemple, modelar la velocitat i la direcció d'un líquid mòbil a través de l'espai, o la intensitat i la direcció d'una certa força, tal com la força electromagnètica o la gravitatòria, ja que canvien punt a punt.
En el tractament matemàtic rigorós, els camps vectorials es defineixen en varietats diferenciables com seccions de fibrat tangent de la varietat. Aquest és el tipus de tractament necessari per modelitzar l'espaitemps corbat de la Teoria general de la relativitat per exemple.

Un camp vectorial sobre un subconjunt de l'espai euclidià {\displaystyle X\subset \mathbb {R} ^{n}} és una funció a valors vectorials:

{\displaystyle \mathbf {F} :X\rightarrow \mathbb {R} ^{n}\,}

Diem que {\displaystyle \mathbf {F} } és un  camp vectorial C k si com a funció és k vegades diferenciable amb continuïtat En X.
Un camp vectorial es pot visualitzar com un espai X amb un vector n - dimensional unit a cada punt a X.

## Operacions amb camps vectorials
Donats dos camps vectorials C k F, G definits sobre X i una funció C k a valors reals f definida sobre X, es defineixen les operacions producte per escalar i addició: 

{\displaystyle (f\mathbf {F} )(\mathbf {x} )=f(\mathbf {x} )\mathbf {F} (\mathbf {x} )}

A causa de la linealitat de la funció (F+G): 

{\displaystyle \mathbf {(F+G)} (\mathbf {x} )={\vec {F}}(\mathbf {x} )+{\vec {G}}(\mathbf {x} )}

defineix el mòdul dels camps vectorials  C   k   sobre l'anell de les funcions  C   k  . Alternativament el conjunt de tots els camps vectorials sobre un determinat subconjunt X és en si mateix un espai vectorial.

## Derivació i potencials escalars i vectors
Els camps vectorials s'han de comparar els camps escalars, que associen un nombre o  escalar  a cada punt en l'espai (o cada punt d'alguna varietat).
Les derivades d'un camp vectorial, que donen per resultat un camp escalar o un altre camp vectorial, s'anomenen divergència i rotor respectivament. Recíprocament:
- Donat un camp vectorial el rotacional s'anul en un punt, hi ha un camp potencial escalar el gradient coincideix amb el camp escalar en un entorn d'aquest punt.
- Donat un camp vectorial solenoidal la divergència s'anul en un punt, hi ha un camp vectorial anomenat potencial vector el rotacional coincideix amb el camp escalar en un entorn d'aquest punt.

Aquestes propietats s'expliquen es deriven del teorema de Poincaré.

## Punts estacionaris
Un punt x a X s'anomena estacionari si: 
{\displaystyle \mathbf {F} (\mathbf {x} )=\mathbf {0} }
El conjunt de tots els espais vectorials definits sobre un subconjunt X, que són estacionaris en un determinat punt formen un subespai vectorial del conjunt de l'espai vectorial definit a l'apartat anterior.

## Exemples
- Un camp vectorial per al moviment de l'aire a la terra associarà a cada punt en la superfície de la terra un vector amb la velocitat i la direcció del vent en aquest punt. Això es pot dibuixar usant fletxes per representar el vent, la longitud (magnitud) de la fletxa serà una indicació de la velocitat del vent. Un "Alta" a la funció usual de la pressió baromètrica actuaria així com una font (fletxes sortint), i un "Baixa" serà un clavegueró (fletxes que entren), ja que l'aire tendeix a moure's des de les àrees d'alta pressió a les àrees de pressió baixa.

- Un camp de velocitat d'un líquid mòbil. En aquest cas, un vector de velocitat s'associa a cada punt en el líquid. En un túnel de vent, les línies de camp es poden revelar utilitzant fum.

- Camps magnètics. Les línies de camp es poden revelar usant petites llimadures de ferro.

- Les equacions de Maxwell permeten que utilitzem un conjunt donat de condicions inicials per a deduir, per a cada punt a l'espai euclidià, una magnitud i una adreça per a la força experimentada per una partícula de prova carregada en aquest punt, el camp vectorial que resulta és el camp electromagnètic.

## Camp gradient
Els camps vectorials es poden construir a partir de camps escalars fent servir l'operador diferencial vectorial gradient que dona lloc a la definició següent.
 Un camp vectorial C   k   F sobre X es diu un  camp gradient  o  camp conservatiu  si hi ha una funció C  k+1  a valors reals F: X →  R  (un camp escalar) de manera que
{\displaystyle \mathbf {F} (\mathbf {x} )=\nabla f(\mathbf {x} )\qquad (\mathbf {x} \in X)}
La integral curvilínia sobre qualsevol corba tancada (eg γ ( a ) = γ ( b )) en un camp gradient és sempre zero.
{\displaystyle \oint _{\gamma }\langle \mathbf {F} (\mathbf {x} ),d\mathbf {x} \rangle =\int _{a}^{b}\langle \nabla f(\mathbf {\gamma } (t)),\mathbf {\gamma } '(t)\rangle \,dt=\int _{a}^{b}{\frac {d}{dt}}f\circ \mathbf {\gamma } (t)\,dt=f(\mathbf {\gamma } (b))-f(\mathbf {\gamma } (a))=0}

## Camp central
Un camp vectorial C  ∞  quan R n \{0 "es diu camp central si:

{\displaystyle \mathbf {F} (\mathbf {O} (\mathbf {x} ))={\vec {O}}(\mathbf {F} (\mathbf {x} ))\qquad (\mathbf {O} \in O(n,\mathbf {R} ){\mbox{,}}\mathbf {x} \in R^{n}\setminus \lbrace 0\rbrace )}

On O (n, R) és el grup ortogonal. Diem que els camps centrals són invariants sota transformacions ortogonals al voltant d'un punt S. El punt S es diu el centre del camp.
Un camp central és sempre un camp gradient, pels camps centrals poden ser caracteritzats més fàcilment mitjançant:

{\displaystyle \mathbf {F} (\mathbf {x} )=-\left({\frac {\partial U}{\partial x}}\mathbf {\hat {i}} +{\frac {\partial U}{\partial i}}\mathbf {\hat {j}} +{\frac {\partial U}{\partial z}}\mathbf {\hat {k}} \right)}

On {\displaystyle U=f(\|x-x_{S}\|)} és una funció potencial que depèn només de la distància entre el punt on es mesura el camp i el centre del camp.

## Camp solenoidal
Altres camps vectorials es poden construir a partir d'un camp vectorial fent servir l'operador diferencial vectorial rotacional que dona lloc a la definició següent.
Un camp vectorial C  k   F sobre X es diu un  camp solenoidal  si hi ha una funció vectorial C  k+1   A : X →  R  n   (un camp vectorial) de manera que:

{\displaystyle \mathbf {F} (\mathbf {x} )=\nabla \times \mathbf {A} (\mathbf {x} )\qquad (\mathbf {x} \in X)}

La integral de superificie o flux qualsevol superfície tancada d'un camp solenoidal és sempre zero.

{\displaystyle \oint _{\partial V}\langle \mathbf {F} (\mathbf {x} ),d\mathbf {S} \rangle =\int _{V}\nabla \cdot (\nabla \times \mathbf {A} )\ dV=\int _{V}0\ dV=0}

## Integral curvilínia
Una tècnica comú en la física és integrar un camp vectorial al llarg d'una corba. Donat una partícula en un camp vectorial gravitacional, on cada vector representa la força que actua en la partícula en aquest punt de l'espai, la integral curvilínia és el treball fet sobre la partícula quan viatja al llarg de certa trajectòria.
La integral curvilínia es construeix anàlogament a la integral de Riemann i existeix si la corba és rectificar (té longitud finita) i el camp vectorial és continu.
Donat un camp vectorial F (X) i una corba γ ( t ) de a a b es defineix la integral curvilínia com
{\displaystyle \int _{\gamma }\langle \mathbf {F} (\mathbf {x} ),d\mathbf {x} \rangle =\int _{a}^{b}\langle \mathbf {F} (\mathbf {\gamma } (t)),\mathbf {\gamma } '(t)\rangle dt}
Algunes regles simples per al càlcul dels integrals curvilínies són
{\displaystyle \int _{\gamma }\langle (\mathbf {F} +\mathbf {G} )(\mathbf {x} ),d\mathbf {x} \rangle =\int _{\gamma }\langle \mathbf {F} (\mathbf {x} ),d\mathbf {x} \rangle +\int _{\gamma }\langle \mathbf {G} (\mathbf {x} ),d\mathbf {x} \rangle }
{\displaystyle \int _{\gamma }\langle \alpha \cdot \mathbf {F} (\mathbf {x} ),d\mathbf {x} \rangle =\alpha \cdot \int _{\gamma }\langle \mathbf {F} (\mathbf {x} ),d\mathbf {x} \rangle }
{\displaystyle {\frac {-\gamma }{\langle }}\mathbf {F} (\mathbf {x} ),d\mathbf {x} \rangle =-\int _{\gamma }\langle \mathbf {F} (\mathbf {x} ),d\mathbf {x} \rangle }
{\displaystyle \int _{\gamma _{1}+\gamma _{2}}\langle \mathbf {F} (\mathbf {x} ),d\mathbf {x} \rangle ={\frac {\gamma _{1}}{\langle }}\mathbf {F} (\mathbf {x} ),d\mathbf {x} \rangle +\int _{\gamma _{2}}\langle \mathbf {F} (\mathbf {x} ),d\mathbf {x} \rangle }

## Corbes integrals
Els camps vectorials tenen una interpretació agradable en termes d'equacions diferencials ordinàries de primer ordre autònomes.
Donat un C  0  camp vectorial F definit sobre X
{\displaystyle \mathbf {i} ={\vec {F}}(\mathbf {x} )\qquad (\mathbf {x} \in X)}
podem intentar definir corbes γ ( t ) sobre X de manera que per a cada  t  en un interval  I 
{\displaystyle \mathbf {\gamma } (t)=\mathbf {x} \qquad (t\in I)}
i
{\displaystyle \mathbf {\gamma } '(t)={\vec {i}}\qquad (t\in I)}
Lloc en la nostra equació de camp vectorial aconseguim
{\displaystyle \mathbf {\gamma } '(t)={\vec {F}}(\mathbf {\gamma } (t))\qquad (t\in I)}
el que és la definició d'una equació diferencial ordinària de primer ordre explícita amb les corbes γ ( t ) com a solucions.
Si F és Lipschitz contínua es pot trobar una corba  C  ¹  única  γ  X  per a cada punt X a X de manera que
{\displaystyle \mathbf {\gamma } _{x}(0)=\mathbf {(} x)}
{\displaystyle \mathbf {\gamma } '_{x}(t)={\vec {F}}(\mathbf {\gamma } _{x}(t))\qquad (t\in (-\epsilon ,+\epsilon )\subset \mathbb {R} )}
Les corbes γ  X  es diuen les  corbes integrals  del camp vectorial F i particioneu X en classes d'equivalència. No sempre és possible ampliar l'interval (-μ,+μ) a la recta real total. El flux pot per exemple arribar a la vora de X en un temps finit.
Integrar el camp vectorial al llarg de qualsevol corba integral γ dona
{\displaystyle \int _{\gamma }\langle \mathbf {F} (\mathbf {x} ),d\mathbf {x} \rangle =\int _{a}^{b}\langle \mathbf {F} (\mathbf {\gamma } (t)),\mathbf {\gamma } '(t)\rangle dt=\int _{a}^{b}dt={\mbox{constant}}.}
En dimensió dos o tres es pot visualitzar el camp vectorial com donant lloc a un flux. En X. Si deixem caure una partícula en aquest flux al punt x es mourà al llarg d'una corba γ  x  en el flux depenent del punt inicial x. Si x és un punt estacionari en F llavors la partícula seguirà estacionària.
Els usos típics són en aerodinàmica, en líquids, en flux geodèsic, en subgrups uniparamètrics i la funció exponencial dels grups de Lie.

## Teorema de Poincaré
El teorema de Poincaré en 1-formes exactes té diverses conseqüències interessants per als camps vectorials:
1. Si un camp vectorial compleix en algun punt P que {\displaystyle {\boldsymbol {\nabla }}\times \mathbf {A} =0}, llavors el camp és localment conservatiu, és a dir, existeix un entorn de P on es compleix que: {\displaystyle \mathbf {A} ={\boldsymbol {\nabla }}\phi }, és a dir, és bojament expressable com el gradient d'un camp escalar.
2. Si un camp vectorial és solenoidal en un punt P: {\displaystyle {\boldsymbol {\nabla }}\cdot \mathbf {A} =0}, llavors el camp localment deriva d'un potencial vector, és a dir, existeix un entorn de P on es compleix que: {\displaystyle \mathbf {A} ={\boldsymbol {\nabla }}\times \mathbf {P} }.